# رادلین (استان سیلسیان)
رادلین (به لهستانی:  Radlin) یک منطقهٔ مسکونی در لهستان است که در شهرستان ووجسواف واقع شده‌است. رادلین ۱۲٫۵۳ کیلومتر مربع مساحت و ۱۷٬۶۷۳ نفر جمعیت دارد.